# Вальдмюллер, Лиззи
Ли́ззи Ва́льдмюллер (нем. Lizzi Waldmüller, имя при рождении — Felizitas Karoline Waldmüller; 25 мая 1904 — 8 апреля 1945) — немецкая актриса и певица родом из Австрии.

## Биография
Актриса родилась 25 мая 1904 года в австрийском городе Книттельфельд в семье актёров. Её отец был владельцем передвижного театра. В юности Лиззи брала уроки вокала и актёрского мастерства, в 20-х годах играла в театре, затем переехала в Германию и вместе с супругом, немецким актёром Максом Хансеном, пела в опереттах.
В 1931 году актриса дебютировала в кино. Поначалу её карьера развивалась не слишком успешно, и Лиззи доверяли только второстепенные роли. Наиболее заметным было её появление в фильме Вилли Форста «Милый друг» (1939) по мотивам новеллы Ги де Мопассана. Песня Du hast Glück bei den Frau’n, Bel Ami, которую актриса исполнила в этом фильме, стала шлягером.
Во время Второй мировой войны её карьера пошла на взлёт — актриса играла ведущие роли в музыкальных фильмах и кинокомедиях. В музыкальном фильме «Госпожа Луна» (1941) спела песню Пауля Линке «Берлинский воздух» (Berliner Luft), которая получила оглушительный успех у публики и со временем стала неофициальным гимном Берлина. Большой популярностью пользовалась песня Auf all meinen Wegen из фильма «Es lebe die Liebe» (1944), которую Лиззи спела в дуэте с Йоханнесом Хестерсом. Среди других популярных фильмов с её участием — «Любовная комедия» (1942).
В 1944 г. была включена в «список богоизбранных» артистов фюрера (т. н. Gottbegnadeten-Liste). 
8 апреля 1945 года Лиззи Вальдмюллер погибла во время бомбардировки Вены.